# Karolina Augusta av Bayern
Karolina Augusta av Bayern, född 8 februari 1792 i Mannheim, död 9 februari 1873 i Wien, var en österrikisk kejsarinna, gift med Frans II (tysk-romersk kejsare).

## Biografi
Karolina var dotter till sedermera kung Maximilian I Joseph av Bayern i hans första äktenskap med Augusta av Hessen-Darmstadt och var därmed bland annat syster till Ludvig I av Bayern och Augusta av Bayern. 
1808 giftes hon bort med kronprins Wilhelm av Württemberg. Äktenskapet arrangerades för att undvika ett politiskt äktenskap arrangerat av Napoleon. Efter vigseln sade maken till henne: Vi är offer för politiken. Paret levde skilda liv. Äktenskapet fullbordades aldrig och upplöstes av påven 1814.
Hon gifte om sig den 10 november 1816 med Frans II (tysk-romersk kejsare). Han hade då avsagt sig den tysk-romerska kejsarvärdigheten och bar titeln kejsare Frans I av Österrike. Äktenskapet var barnlöst men blev lyckligt. 
Karolina var populär i Österrike. Hon var inte politiskt aktiv, men engagerade sig i välgörenhetsarbete och grundade sjukhus, bostäder för hemlösa, barnhem och skolor. Hon beskrivs som elegant, religiös, intelligent och med viss charm, dock inte som vacker. Efter sin makes död 1835 fortsatte hon initialt att leva vid hovet. Så småningom inträdde dock en konflikt med Sofia av Bayern, och vid dennas son Franz Josefs tronbestigning år 1848 tvingades hon på grund av detta att lämna hovet. Hon bodde därefter mestadels i Salzburg. Hon kom fortfarande väl överens med Sofias barn, kejsarens syskon, och beskrivs som en av få i det österrikiska kejsarhuset med en god relation till kejsarinnan Elisabeth av Österrike-Ungern
Hon överlevde sin make med 38 år och avled 1873, dagen efter det hon fyllt 81 år.